# Seno Frederico Ludwig
Seno Frederico Ludwig (? —?) foi um político brasileiro.
Foi eleito, em 3 de outubro de 1958, deputado estadual, pelo PTB, para a 40ª Legislatura da Assembleia Legislativa do Rio Grande do Sul e reeleito para a 41ª Legislatura da Assembleia Legislativa do Rio Grande do Sul, de 1959 a 1963. Foi cassado em 1966, durante o Regime Militar.